# Borgarbyggð
Borgarbyggð è un comune islandese della regione di Vesturland che comprende le città di Borgarnes, Bifröst, Húsafell, Kleppjárnsreykir e Reykholt.
Il centro più grande all'interno del comune è quello di Borgarnes, con 1 763 abitanti. Altre aree densamente popolate sono il campus dell'Università di Bifröst e il centro agricolo di Varmaland.